# Kriegsrohstoffabteilung

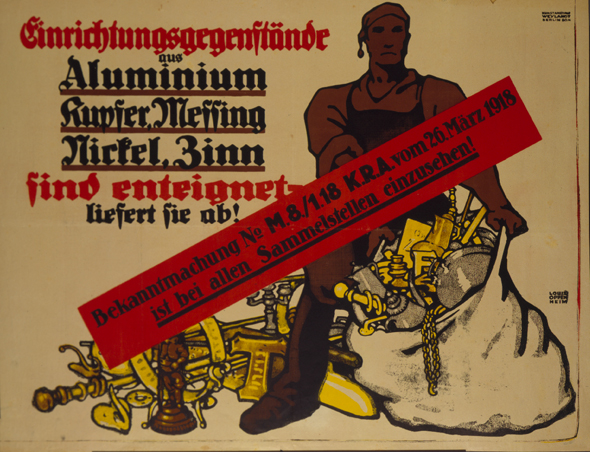
Poster über die Enteignung von Haushaltsgegenständen aus Metall, März 1918

Die Kriegsrohstoffabteilung (K.R.A.) war eine Behörde des Deutschen Kaiserreiches zur Zeit des Ersten Weltkriegs. Ihre Aufgabe in der Kriegswirtschaft war die Beschaffung, Verwaltung und Verteilung der für die Industrie wichtigen Rohstoffe. Ausgenommen waren Nahrungsmittel und flüssige Treibstoffe.

## Gründung 1914
Ab Beginn des Ersten Weltkrieges 1914 behinderten die Kriegsgegner Deutschlands durch Blockademaßnahmen die Einfuhr von Rohstoffen, von denen Deutschland für Versorgung und Kriegsführung abhängig war. Dadurch war Deutschland von den Rohstoffmärkten der Kriegsgegner sowie der eigenen Kolonien vollständig und vom neutralen Ausland teilweise abgeschnitten.
Walther Rathenau, damals Vorstandsvorsitzender der AEG, wies schon sehr früh auf die zu erwartenden Folgen für die Industrie hin und regte eine staatliche Rohstoffbewirtschaftung an. Rathenau sagte über die Gründung der K.R.A. in einem Vortrag vom 20. Dezember 1915 rückblickend:

„Drei Tage nach der Kriegserklärung trug ich die Ungewißheit unserer Lage nicht länger, ich ließ mich melden bei dem Chef des Allgemeinen Kriegsdepartements, dem Oberst Scheüch und wurde am 8. August abends freundlich von ihm aufgenommen. Ihm legte ich dar, daß unser Land vermutlich nur auf eine beschränkte Reihe von Monaten mit den unentbehrlichen Stoffen der Kriegswirtschaft versorgt sein könne {...} Es war sehr wenig geschehen, und es geschah dennoch viel; denn das Interesse des Kriegsministeriums war geweckt. Als ich bekümmert und sorgenvoll heimkehrte, fand ich ein Telegramm des Kriegsministers von Falkenhayn, das mich auf den nächsten Vormittag in sein Amtszimmer bestellte. Es war Sonntag der 9. August. {...} In diesem entscheidenden Augenblick brachte der kühne, verantwortungsvolle Entschluß des Preußischen Kriegsministeriums den Wendepunkt auf dem Gebiet, von dem ich zu Ihnen sprechen darf. {...} Durch Kauf in neutralen Staaten hatten wir manches ins Land bekommen; doch bald sorgten die Engländer durch ihre Gegenorganisation, durch ihren Terrorismus zu Lande und zur See dafür, daß die Zufuhr nachließ. {...} Sie wissen, daß die unentbehrlichen Explosivstoffe der Kriegsführung auf der Grundlage der Salpeterverbindungen ruhen, daß Salpeter eine Stickstoffverbindung ist, und somit die Kriegsführung in gewissem Sinne ein Stickstoffproblem darstellt.“

Weiter führt Rathenau aus, dass nur durch rasches Handeln diese Gefahr abgewendet werden konnte, denn zwei bis drei Monate später wäre es zu einer prekären Lage in der Munitionsversorgung gekommen.
Daraufhin wurde am 13. August 1914, ungefähr zwei Wochen nach Kriegsbeginn, die K.R.A. gegründet. Mit dem Aufbau und der Leitung wurde Walther Rathenau selbst beauftragt. Der pensionierte Oberst Walter Oehme wurde ihm als erfahrener Militär zur Seite gestellt. Rathenaus AEG-Kollege Wichard von Moellendorff wurde Leiter der Sektion Chemie. Damit der Hauptkonkurrent Siemens & Halske sich nicht ausgeschlossen fühlte, kam deren Mitarbeiter Heinrich von Nürnberg als Bankier hinzu. Für die Sektion Wolle war Georg Schönbach zuständig, zuvor Vorsitzender der Vereinigung des Wollhandels.
In der KRA verbanden sich Elemente einer durch den Staat zentralisierten Planwirtschaft mit denen von riesigen privaten Industrieunternehmen. Führende Industrielle und Geschäftsleute waren an der Leitung beteiligt. Rathenau versuchte Zwang und industrielle Selbstverwaltung zu verbinden. Er selbst sprach von einem entschiedenen „Schritt zum Staatssozialismus“, bei dem der Güterverkehr nicht mehr dem freien Spiel der Kräfte gehorcht, bei dem jedoch eine Selbstverwaltung der Industrie in größten Umfang angestrebt wurde.
Mitarbeiter waren u. a. die Industriellen und Bankiers Hermann Fischer, Max von der Porten, Florian Klöckner, Richard Merton und Hermann Schmitz. Im industriellen Beirat saßen u. a. Paul Reusch, Hugo Stinnes und August Thyssen.
Marxistische Historiker der DDR betrachteten die Betrauung von führenden Kapitalisten mit Funktionen in der KRA als gesetzmäßige Erscheinung der Entwicklung zum Staatsmonopolistischen Kapitalismus, die der Krieg lediglich beschleunigt hat.

## Ausbau bis 1915
Zu Beginn verfügte das Amt nur über drei Arbeitsräume, dann 20, bald schon 60. Es kamen Räume in der Wilhelmstraße und danach eine ganze Straßenfront in der Hedemannstraße hinzu. 1915 verließ Rathenau die K.R.A., sein Nachfolger als Leiter wurde Joseph Koeth. Zu diesem Zeitpunkt beschäftigte die K.R.A. 500 Beamte und war nach dem Kriegs- und Eisenbahnministerium die drittgrößte Behörde des Landes.

## Weiteres
Zunächst war die K.R.A. dem Preußischen Kriegsministerium, ab 1916 dem Kriegsamt unterstellt.  Die K.R.A. konsultierte Experten wie Emil Fischer und Fritz Haber, um ihre Konzepte zu begutachten.
Am 30. September 1916 wurde das Waffen- und Munitionsbeschaffungsamt (WuMBA) geschaffen, das zur K.R.A. gehörte und die entsprechenden Aufgaben von ihr übernahm.

## Weblink
- Burkhard Asmuss: Die Kriegsrohstoffabteilung. Deutsches Historisches Museum, 14. September 2014